# Bordes (Pirineos Atlánticos)
 Bordes  es una población y comuna francesa, en la región de Aquitania, departamento de Pirineos Atlánticos, en el distrito de Pau y cantón de Nay-Est.

## Demografía
| 1240 | 1397 | 1563 | 1687 | 1652 | 1941 |
| Para los censos de 1962 a 1999 la población legal corresponde a la población sin duplicidades (Fuente: INSEE [Consultar]) |      |      |      |      |      |